# Antonomàsia
L'antonomàsia és una figura retòrica o recurs literari que fa servir un títol, un epítet, un malnom, una perífrasi… per designar una persona, un país, una ciutat o qualsevol cosa. Exemples en són «La ciutat eterna» per Roma o la «dama de ferro» per Margaret Thatcher. Certes antonomàsies s'han estandarditzat i esdevenen aleshores gairebé sinònims. D'altres són d'ús efímer, retòric o periodístic.
L'antonomàsia inversa és quan el nom particular esdevé epítet com ara «el Rolls-Royce de les botifarres, de les cadires de rodes…». De vegades es fa servir el terme d'«antonomàsia vossiana», segons Gerardus Joannes Vossius.
És una eina literària que sovint es fa servir per evitar repetir el mateix mot massa sovint en el mateix text, quan no hi ha sinònim disponible. Un ús excessiu, com és de costum en el periodisme i sobretot en el periodisme dels esports, no sempre és de bon gust. Sovint un simple pronom, sigui feble o fort, faria el text més clar.
És una forma particular de la sinècdoque la part per al tot o el tot per a una part i de la metonímia. La paraula prové del grec ἀντονομασία i va entrar al català via el llatí.

## Uns exemples d'antonomàsies
- Àtila: El flagell de Déu[11]
- William Shakespeare: el bard[12]
- Otto von Bismarck: El canceller de ferro[13]
- Ernesto Guevara: che
- Benito Mussolini: Il duce[14]
- Arthur Wellesley, duc de Wellington: El duc de ferro[cal citació]
- Bruce Springsteen: The Boss[15]
- Miguel de Cervantes Saavedra: El manc de Lepant[16]
- Barcelona: la Ciutat Comtal[17]
- París: la ville lumière[18]
- Nova York: La ciutat que mai no dorm,[19] The big apple (la poma grossa)
- Margaret Thatcher: La dama de ferro[5]
- Hollywood: La Meca del cinema[20]
- Venècia: La sereníssima[21]